# Jean-Luc Étienne
 (avril 2025).
 (avril 2025).
Il peut être nécessaire de l'améliorer pour respecter le principe de neutralité de point de vue. Veuillez consulter la page de discussion pour plus de détails.

Jean-Luc Étienne est un organiste et compositeur français.

## Biographie
Jean-Luc Étienne étudie l’orgue au conservatoire de Nancy avec Pierre Cortellezzi et à celui de Strasbourg avec André Stricker. Il se perfectionne au conservatoire de Rouen auprès de Louis Thiry. L'enseignement de ce dernier, tout comme la proximité de l'organiste et compositeur Jean-Jacques Grunenwald, le marque profondément.
Finaliste du concours international de Toulouse consacré à la musique contemporaine pour orgue en 1986, il révèle ainsi son attachement pour la musique de son temps.
En 1988, il est nommé professeur d’orgue à l’École Départementale de Musique des Alpes-Maritimes, en 1996 au conservatoire à rayonnement régional de Nice, puis en 2007 au conservatoire à rayonnement régional de Tours, tout particulièrement dans le cadre de son département de musique ancienne, autour de l'orgue Renaissance construit par Quentin Blumenroeder.
Jean-Luc Étienne a également enseigné durant l'Académie de l'Orgue de Saint-Dié (Vosges), la Semaine de l'Orgue Italien à Saorge (Alpes-Maritimes) et l'Académie d'orgue de Dieppe (Seine-Maritime).

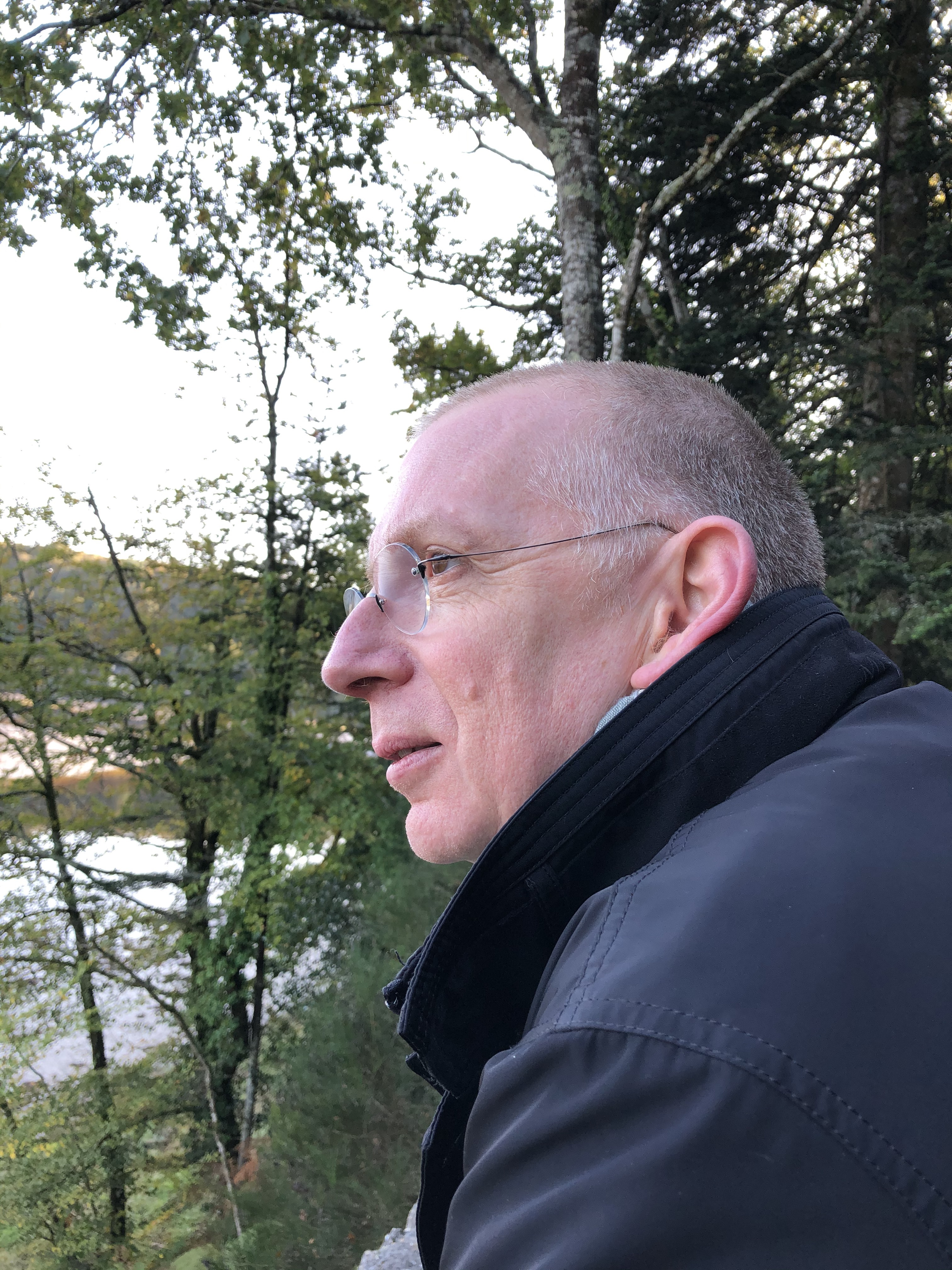
Jean-Luc Étienne en 2019

Il poursuit une carrière de concertiste en France et dans d'autres pays en abordant un répertoire très large. Conscient de la richesse de la musique d'orgue des origines à nos jours, il manifeste un intérêt tout particulier pour la musique ancienne, notamment celle écrite au XVIIe siècle en France (François Roberday, Jean-Henry d'Anglebert, Louis-Nicolas Clérambault), en Angleterre (John Bull, William Byrd, John Blow, Henry Purcell) et en Italie (Claudio Merulo, Girolamo Frescobaldi, Michelangelo Rossi, Giovanni Salvatore, Gregorio Strozzi, Bernardo Storace, entre autres).
De même, il interprète volontiers de nombreuses œuvres modernes et contemporaines, de Charles Tournemire, Arnold Schönberg, Frank Martin, Darius Milhaud, André Jolivet, Olivier Messiaen, Claude Ballif, Jean-Pierre Guézec, Gilbert Amy ou encore Jean-Pierre Leguay.
Sa discographie comprend à ce jour des œuvres de Charles Tournemire et Jean-Jacques Grunenwald (Festivo), Sir Edward Elgar et Jean-Pierre Leguay (Hortus) , ainsi qu'un enregistrement consacré à sa musique pour orgue, avec Pascale Rouet (Triton).
Jean-Luc Étienne publie également des articles musicologiques dans diverses revues[Lesquelles ?].
Il consacre également une part importante de son activité à la composition. Dans ce domaine, il revendique une formation en grande partie « autodidacte » tout en étant proche de la musique de Jean-Pierre Leguay. Les autres influences et sources dont il se réclame sont les œuvres d'Anton Webern, de Claude Ballif, celles, tardives, d'Igor Stravinsky, ou encore la musique d'Elliott Carter et de Sir Harrison Birtwistle. Depuis une première œuvre rendue publique en 2002, le catalogue de Jean-Luc Étienne comprend des pièces instrumentales pour orgue, clavecin, piano, harpe, violon, violoncelle, viole de gambe, flûte, flûte en sol, clarinette, basson, ainsi que de la musique vocale.

## Catalogue des œuvres de Jean-Luc Étienne
- 2002 : Incandescence pour orgue
- 2003-2011, révisé en 2014 : Libro de organo pour orgue
  - Batalla (2003), Flautado (2005), Tiento (2007), Lleno (2007), Capricho (2010), Bajo (2011), Ensalada (2011)
- 2005, révisé en 2014 : Ambe pour violoncelle
- 2005 : Le jour s’éclaire… pour piano
- 2006 : Escapade pour orgue
- 2006 : Figures, onze pièces brèves pour clavecin
- 2007 : Tumulte pour trompette & orgue
- 2008 : Jeu pour orgue
- 2008 : Antiennes O de l'Avent pour solistes, chœur ad libitum et orgue
- 2009 : Meslanges, onze pièces brèves pour orgue
- 2009 : Diptyque pour orgue
- 2009 : Signes pour piano à six mains
- 2011 : A fancy for Doud pour clavecin
- 2012, révisé en 2014 : Landscape pour clarinette en si bémol
- 2013 : Partita pour violon et clavecin
- 2014 : A little book for Louis-Philippe, quinze petites pièces pour clavier
- 2014 : Impressions, onze pièces brèves pour piano
- 2015 : Shards pour flûte
- 2015 : Una Toccata pour orgue
- 2015 : Trente, 1 à 5 pour orgue
- 2015 : Murmure pour orgue
- 2016 : Ensemble, 1 pour clarinette et orgue, 2 pour trombone et orgue, 3 pour flûte et orgue
- 2017 : Aparté  pour flûte en sol
- 2017 : Chant  pour basse de viole de gambe
- 2017 : Seizain  pour basson
- 2018 : Without pedal  pour piano
- 2018 : Movements  pour harpe
- 2019 : Strophe  pour orgue
- 2019 : Fanfares  pour orgue à quatre mains et pédales
- 2020 : The second little book for Louis-Philippe, quinze petites pièces pour clavier
- 2020, révisé en 2023 : Duetto 1  pour hautbois et alto
- 2020, révisé en 2023 : Duetto 2  pour deux flûtes
- 2020, révisé en 2023 : Le chant des matins pour cor
- 2020, révisé en 2023 : D'une toujours infinie douceur" pour violon et flûte alto
- 2021 : Impromptu pour piano
- 2021, révisé en 2023 : Moves pour clarinette basse
- 2022, révisé en 2025 : Lessons, sept pièces pour orgue
- 2023 : 3 + 1 Mouvements, pour flûte à bec et orgue positif
- 2023 : Aphorismes, Cinq pièces brèves pour piano
- 2017-2023 : Seizain, version 2 pour basson
- 2025 : "A" Scherzi, pour flûte et piano